# Hypserpa decumbens
Hypserpa decumbens är en tvåhjärtbladig växtart som först beskrevs av George Bentham, och fick sitt nu gällande namn av Friedrich Ludwig Diels. Hypserpa decumbens ingår i släktet Hypserpa och familjen Menispermaceae. Inga underarter finns listade i Catalogue of Life.